# Qiu Xigui
Qiu Xigui (裘锡圭, 13 de julho de 1935 – 8 de maio de 2025) foi um renomado especialista chinês em paleografia, filologia clássica e história. Natural de Ningbo, província de Zhejiang, nasceu em Xangai. Atuou como professor emérito de humanidades na Universidade Fudan e também lecionou no Centro de Estudos sobre Manuscritos Escavados e Escrita Antiga. Dedicou-se ao estudo dos caracteres chineses, da escrita antiga e da literatura clássica dos períodos Pré-Qin e dinastias Qin-Han. É autor de Chinese Writing , considerado o estudo mais influente sobre paleografia chinesa no cenário internacional. Além da carreira acadêmica, foi membro do Comitê Nacional da Conferência Consultiva Política do Povo Chinês em três legislaturas consecutivas e do Comitê Consultivo Político de Pequim em outras três.

## Vida e educação
Qiu Xigui ingressou em 1952 no Departamento de História da Universidade Fudan. Após concluir a graduação, foi aprovado em 1956 para o mestrado no Instituto de Pesquisas Históricas da mesma universidade, especializando-se em oraculografia e na história da dinastia Shang, sob orientação do renomado professor Hu Houxuan. Nesse mesmo ano, acompanhou seu mestre na transferência para o Instituto de História da Academia Chinesa de Ciências, integrando o grupo de estudos sobre a história do período Pré-Qin, hoje parte da Academia Chinesa de Ciências Sociais.
Em 1960, ao concluir o mestrado, passou a lecionar no Departamento de Língua Chinesa da Universidade de Pequim, onde, influenciado pelo professor Zhu Dexi, voltou sua atenção para os caracteres do Período dos Reinos Combatentes. Em 1974, colaborou com projetos liderados pela Administração Nacional de Patrimônio Cultural, organizando e estudando manuscritos escavados, como as tábuas de bambu de Yinqueshan, os registros Qin de Yunmeng e os manuscritos em seda dos túmulos de Mawangdui.
Qiu Xigui faleceu em 8 de maio de 2025, às 1h45, no Hospital Xinhua, vinculado à Faculdade de Medicina da Universidade Jiao Tong de Xangai, aos 89 anos.

## Contribuições acadêmicas
Qiu Xigui foi um acadêmico de profundo domínio técnico e extremo rigor intelectual, qualidades que lhe renderam o respeito de grandes mestres da sinologia. Entre os estudiosos que mais influenciaram sua formação estão Guo Moruo, Wang Li, Hu Houxuan, Zhang Zhenglang e Zhu Dexi, que contribuíram significativamente para o desenvolvimento de seus métodos de análise textual e para seus estudos sobre a história dos períodos Pré-Qin e Qin-Han. Reconhecido tanto na paleografia quanto na historiografia da China antiga, Qiu tornou-se uma referência destacada da academia chinesa, com reputação nacional e internacional. Também obteve avanços notáveis no campo da oraculografia, contribuindo de forma decisiva para o fortalecimento dessa área de pesquisa.

## Curiosidades da vida acadêmica
Apesar de sua trajetória consolidada como professor na Universidade de Pequim, Qiu Xigui causou surpresa ao renunciar repentinamente ao cargo e se transferir, junto com seus discípulos, para a Universidade Fudan — gesto descrito por muitos como uma “transferência de escola”, dada sua importância acadêmica. A mudança gerou grande repercussão, e relatos indicam que membros da alta administração da Universidade de Pequim tentaram convencê-lo a permanecer, sendo gentilmente recusados por Qiu.
Em abril de 2009, um novo episódio chamou atenção da opinião pública: Qiu aceitou como doutorando o condutor de triciclo Cai Wei (蔡伟), então com 38 anos, natural de Jinzhou, na província de Liaoning. O caso se tornou símbolo do reconhecimento do talento e da dedicação, além das barreiras sociais.

## Carreira
Após concluir seu mestrado em 1960, Qiu Xigui iniciou sua carreira acadêmica como assistente no Departamento de Língua Chinesa da Universidade de Pequim. Entre 1964 e 1966, foi enviado ao campo para participar da “reeducação pelos camponeses”, promovida por Mao Zedong durante o Movimento de Educação Socialista. Trabalhou nos condados de Jiangling (Hubei) e Yanqing (Pequim), e, durante a Revolução Cultural, atuou como trabalhador rural em Jiangxi entre 1969 e 1971.
Em 1972, participou das pesquisas sobre manuscritos da dinastia Han (汉朝) escavados em Mawangdui, sob coordenação de Zhu Dexi (朱德熙). Entre 1974 e 1976, colaborou com ele na Editora Wenwu, estudando tiras de bambu de Yinqueshan e outros textos antigos registrados em bambu ou madeira. Tornou-se professor associado em 1978 e professor titular em 1983 na Universidade de Pequim.
Entre 1982 e 1983, foi professor visitante na Universidade de Washington, em Seattle, onde lecionou paleografia chinesa (古文字学). Em 1998, deu aulas na Universidade Nacional Tsing Hua, em Taiwan, e, em 2000, recebeu um doutorado honorário da Universidade de Chicago. Em 2005, retornou à Universidade Fudan, onde assumiu a liderança do Centro de Estudos em Clássicos Escavados e Paleografia.
Qiu Xigui consolidou sua reputação internacional com a publicação de Chinese Writing, 1988), obra considerada por especialistas como o estudo mais influente já feito sobre a escrita chinesa. Premiada diversas vezes na China, foi traduzida para o inglês, coreano, japonês e chinês tradicional.
Até 2002, Qiu havia publicado cerca de 300 artigos acadêmicos, parte dos quais foi reunida em coletâneas como Coletânea de Ensaios sobre Paleografia, 1992, Novas Explorações sobre História e Cultura Antiga, 1992), Antologia Pessoal de Qiu Xigui, 1994, Ensaios sobre Pensamento Antigo, Costumes e Paleografia, 1996, e Ensaios Acadêmicos e Culturais, 1998.
Em 2005, lançou Dez Lições sobre Documentos Antigos Escavados na China. Sua produção completa até 2012 foi reunida na coleção Obras Completas de Qiu Xigui, com seis volumes e mais de três milhões de caracteres.
Qiu também desempenhou papel essencial na edição e interpretação de manuscritos escavados, incluindo obras como Manuscritos em Seda de Mawangdui (《马王堆汉墓帛书》, 1980), Tiras de Bambu de Yinqueshan (银雀山汉墓竹简, 1985), Tumba de Zeng Hou Yi (曾侯乙墓, 1989), Tábua Chu de Wangshan (望山楚简, 1995), Tiras de Yinwan (尹湾汉墓简牍, 1997) e Tiras de Bambu de Guodian (郭店楚墓竹简, 1998), esta última vencedora do Prêmio Nacional do Livro da China em 2000.